# Plesjtjenitskoje Vodochranilisjtje
Plesjtjenitskoje Vodochranilisjtje (ryska: Плещеницкое Водохранилище) är en reservoar i Belarus.   Den ligger i voblasten Minsks voblast, i den norra delen av landet, 60 km norr om huvudstaden Minsk. Plesjtjenitskoje Vodochranilisjtje ligger 190 meter över havet. Arean är 1,6 kvadratkilometer. Den sträcker sig 2,6 kilometer i nord-sydlig riktning, och 1,9 kilometer i öst-västlig riktning.
Omgivningarna runt Plesjtjenitskoje Vodochranilisjtje är en mosaik av jordbruksmark och naturlig växtlighet. Runt Plesjtjenitskoje Vodochranilisjtje är det glesbefolkat, med 18 invånare per kvadratkilometer.